# (38536) 1999 UT42
1999 UT42 (asteroide 38536) é um asteroide da cintura principal. Possui uma excentricidade de 0.04385080 e uma inclinação de 10.29897º.
Este asteroide foi descoberto no dia 28 de outubro de 1999 por CSS em Catalina.